# مارکوس اگگلر
مارکوس اگگلر (انگلیسی: Markus Eggler؛ زادهٔ ۲۲ ژانویهٔ ۱۹۶۹) ورزشکار کرلینگ اهل سوئیس است.